# 출교
출교(黜校) 혹은 출학(黜學)이란 대학(원)에서 교칙을 위반한 학생에게 취하는 징계 행위로서 학생을 학교에서 완전히 쫓아내는 것을 의미한다. 재입학을 할 수 없다는 점에서 제적과는 다르다. "여타 학교에서 출학 처분을 받은 적이 없는 학생(만)을 선발한다"는 조건이 없는 학교에는 입학 가능하다. 출교 처분은 징계 행위이기 때문에 억울함을 입증한다면, 복학 가능하다.

## 출학을 받는 경우
학교 학칙의 "징계" 부분을 보면 징계를 받는 경우가 명시되어 있다.  
대개 출학을 당하는 경우는 대학생이 범죄를 저질러서 실형을 선고 받거나 학교에서 허가 없이 시위, 학교 건물을 점거하거나 학교 정보를 조작하려는 행위를 하려 했을 때 당하는 경우가 많다.

## 실제 퇴학 사례
지금까지 있었던 출학 사례는 3번 있었으며 이중 한 건은 무효가 되었다.
- 고려대학교 의대생 성추행 사건 사건의 가해자 3명이 출교 조치 되었다.
- 2013년 12월 연세대학교 법학전문대학원생이 야간에 교수 연구실에 침입해 컴퓨터에 해킹 프로그램을 설치하려다가 발각되어 출교조치를 당했다.[1]
- 2006년 고려대학교에서 학생운동을 벌이던 학생이 본인의 항의를 교수들이 무시했다는 이유로 시위를 하다가 7명이 출교를, 당했다. 다행히 이 조치는 2년 뒤, 출교 조치를 당한 학생이 소송에서 승소해 이 징계는 무효가 되었다.[2]

## 같이 보기
- 고려대학교 학생 출교 논란